# Jean-Philippe de Chéseaux
Jean-Philippe Loys de Chéseaux (ur. 4 maja 1718 w Lozannie, zm. 30 listopada 1751 w Paryżu) – szwajcarski astronom, matematyk i zamożny właściciel ziemski. Był wnukiem Jean-Pierre’a de Crousaz. Posiadał prywatne obserwatorium astronomiczne z 14-stopowym teleskopem soczewkowym oraz 2-stopowym teleskopem zwierciadlanym.
13 grudnia 1743 roku został niezależnym odkrywcą komety C/1743 X1 (wcześniej zaobserwował ją Dirk Klinkenberg 9 grudnia), zaś 13 sierpnia 1746 roku odkrył kometę C/1746 P1.
W latach 1745 i 1746 sporządził listę 21 mglistych obiektów nocnego nieba, był odkrywcą ośmiu z nich oraz współodkrywcą kilku innych. Odkryte przez niego obiekty to Mgławica Omega oraz gromady gwiazd: Messier 35, Messier 4, Messier 16, NGC 6633, Messier 71, IC 4665, Messier 25. Obiekty niezależnie przez niego odkryte to m.in. Mgławica Laguna i Gromada Motyl, zaobserwowane wcześniej przez Hodiernę. De Chéseaux przesłał tę listę do Paryża, do swojego dziadka Réaumura, który odczytał ją na posiedzeniu Francuskiej Akademii Nauk 6 sierpnia 1746 roku. O liście tej wspominał Guillaume Le Gentil w 1759 roku, jednak nie została ona opublikowana i na wiele lat zapomniano o niej. Dopiero Guillaume Bigourdan odnalazł ją i opublikował w swojej pracy z 1884 roku, wydanej drukiem w roku 1892.
De Chéseaux był jednym z pierwszych astronomów, który sformułował paradoks Olbersa.
Dokonał także badań związanych z chronologią w Biblii, próbując ustalić datę ukrzyżowania Jezusa Chrystusa poprzez powiązanie proroczych okresów z Księgi Daniela z obserwowanymi cyklami zjawisk astronomicznych. Jego praca na ten temat została zredagowana i opublikowana pośmiertnie w 1754 roku pod tytułem Mémoires posthumes de M. de Cheseaux przez jego synów.
Zmarł w wieku zaledwie 33 lat.